# Moldoveni (Neamţ)
Moldoveni é uma comuna romena localizada no distrito de Neamţ, na região de Moldávia. A comuna possui uma área de  km² e sua população era de 2480 habitantes segundo o censo de 2007.